# Le Lien maléfique
Le Lien maléfique (titre original : The Witching Hour) est le premier tome de la Saga des sorcières d'Anne Rice. Il a obtenu le prix Locus du meilleur roman d'horreur 1991. Il raconte l'histoire de l'étrange famille Mayfair à travers les générations. Cette famille comprend plusieurs membres qui possèdent d'étranges pouvoirs et semblent pouvoir contrôler un esprit appelé Lasher.
La Saga des sorcières se compose de trois tomes : Le Lien maléfique (1990), L'Heure des sorcières (1993) et Taltos (1994). Elle se poursuit par plusieurs livres insérés dans les Chroniques des vampires du même auteur, mettant en scène la rencontre entre les sorcières de la saga et les vampires des chroniques : Merrick (2000), Le Domaine Blackwood (2002) et Cantique sanglant (2003).

## Résumé
Ce premier tome commence par la rencontre entre l'héroïne Rowan Mayfair et celui qui deviendra son mari, Michael Curry. Tous deux dotés de pouvoir surnaturels, ils sont abordés par Aaron Lightner (membre du Talamasca qui leur raconte l'histoire de la famille Mayfair ainsi que sa malédiction : l'esprit Lasher).
Le dossier complet de la famille est donc livré en détail, le destin des deux amoureux est en marche ; ils décident de partir pour La Nouvelle-Orléans, là où se trouve la maison de la famille.
Cette maison existe réellement : c'est celle d'Anne Rice en personne.
Nous assistons ensuite à la rencontre de Rowan avec sa famille, la rénovation de la maison, le mariage, l'attente du bébé... Cette période que l'on peut croire heureuse n'est en fait que le prélude à la réelle prise de pouvoir de Lasher sur la jeune femme pour aboutir à la fin du livre où l'esprit devient chair en tuant le nouveau-né, tente d'assassiner Michael et enlève Rowan.